# James Avati

Standbeeld Avati door Philo Farnsworth

James Avati (Bloomfield, NJ, Verenigde Staten, 14 december 1912 - Petaluma, Californië, 27 februari 2005) was een Amerikaanse schilder en illustrator.
Hij was de zoon van een Schotse moeder en Italiaanse vader. Avati studeerde aan de Princeton universiteit. In 1940 trouwde hij met Jane Hammell. 
Gedurende de opkomst van de paperbacks in de jaren vijftig werden in Amerika literaire boeken verkocht in edities met een slappe kaft in enorme oplages. Levensechte illustraties op de omslagen werden gebruikt om de aandacht te trekken. Avanti was een meester in het realistisch afbeelden van de personages in die edities, en hij werd door collega’s dan ook de King of the Paperbacks genoemd. Hij ontwierp omslagen voor boeken van schrijvers als Theodore Dreiser, William Faulkner, Erskine Caldwell, J.D. Salinger, James T. Farrell, Pearl S. Buck John O'Hara, Mickey Spillane, Erle Stanley Gardner, Alberto Moravia, en James Michener de omslagen van hun boeken.
Na de Tweede Wereldoorlog ging Avati als illustrator werken. In 1949 maakte hij zijn eerste omslagen voor Bantam Books en Signet Books. James Avati heeft zijn verdere leven niets anders gedaan dan omslagen ontwerpen. Na zijn periode bij de New American Library ging hij ook werken voor Pocket Books, Fawcett, Dell en Ballantine. Er zijn 620 omslagen van hem bekend.
Avati was tweemaal getrouwd en kreeg acht kinderen. Zijn dochter Alexandra poseerde voor foto's die als basis dienden voor zijn schilderijen en omslagen. In 1989 verhuisde hij naar Californië, waar hij voor zijn plezier landschappen en portretten schilderde. 
De afgelopen 25 jaar zijn Avati's originele schilderijen voor een belangrijk deel gered uit de depots van de Amerikaanse uitgevers, zoals Signet, Avon, Dell en Bantam.  Het Gemeentemuseum Helmond presenteerde van 9 oktober 2005 tot en met 15 januari 2006 de eerste overzichtstentoonstelling in Nederland van James Avati. 